# I Begin to Wonder
«I Begin to Wonder» (en español: «Empiezo a preguntarme») es una canción de Dannii Minogue para su álbum Neon Nights, fue lanzado como el tercer sencillo del álbum y el sencillo ha sido el más exitoso en listas de Reino Unido por haber llegado al puesto número 2 además el sencillo alcanzó el top veinte en numerosos países, y encabezó el club de cartas en el Reino Unido. Recibió comentarios positivos de los críticos de música, y es de los favoritos de la cantante. Su futurista video musical, dirigido por Phil Griffin, características Minogue bailando en una habitación con el título de la canción que gira alrededor de ella en varios idiomas. La canción es llamada la mejor del álbum,simple pero enérgico y decente pero sexy.

## Video musical
El video musical fue dirigido por Phil Griffin y filmado a finales de 2002. El video comienza con una escena de Minogue caminando por un pasillo futurista con fotografías utilizadas para promover Neon Nights. Ella entonces se muestra sentado y bailando en una habitación azul con el título de la canción que gira alrededor de ella en numerosos idiomas. El vídeo concluye con escenas de Minogue en cuclillas en un pozo de ventilación y con un corte el pelo.
El vídeo fue incluido en el DVD Dannii Minogue: The Video Collection.

## Posicionamiento
| Listas                               | Alta posición |
| ------------------------------------ | ------------- |
| Australian Singles Chart             | 14            |
| Belgian (Flanders) Singles Chart     | 50            |
| Belgian (Wallonia) Singles Chart     | 20            |
| Dutch Top 40                         | 45            |
| Eurochart Hot 100 Singles            | 7             |
| French Singles Chart                 | 7             |
| Irish Singles Chart                  | 22            |
| Swedish Singles Chart                | 20            |
| Swiss Singles Chart                  | 31            |
| UK Singles Chart                     | 2             |
| UK Upfront Club Chart                | 1             |
| US Billboard Hot Dance Singles Sales | 14            |